# Niedźwiadek (film 2007)
Niedźwiadek (cz. Medvídek) – czeski komediodramat z 2007 roku w reżyserii Jana Hřebejka.

## Fabuła
Opowieść o trzech kolegach ze szkolnej ławki, których przyjaźń trwa nadal pomimo wyboru odmiennych dróg życiowych. Bohaterowie mają obecnie po 35 lat, ustabilizowane życie rodzinne i zawodowe, ale nadal poszukują szczęścia i przeżywają swoje małe kryzysy.

## Obsada
- Jiří Macháček – Jirka
- Ivan Trojan – Ivan
- Roman Luknár – Roman
- Tatiana Vilhelmová – Vanda
- Anna Geislerová – Anna
- Klára Issová – Ema

## Produkcja
Zdjęcia kręcono w Pradze oraz w Rzymie (Zamek Świętego Anioła).